# اختبار المصل المحمض
اختبار المصل المحمض (بالإنجليزية: acidified serum test)‏ أو تحلل المصل المحمض (بالإنجليزية: acidified serum lysis)‏ أو اختبار هام (بالإنجليزية: Ham test)‏ هو اختبار طبي يستعمل لتشخيص البيلة الهيموغلوبينية الانتيابية الليلية.
يتضمن الاختبار وضع كريات الدم الحمر في حمض معتدل، النتيجة الإيجابية (أو زيادة تكسر أو ضعف الخلايا) يدل على الإصابة بالهيموغلوبينية الانتيابية الليلية أو فقر الدم بخلل تكون الكريات الحمر الخلقي.
يعد هذا الاختبار حاليا اختبار مهمل في تشخيص البيلة الهيموغلوبينية الانتيابية الليلية بسبب انخفاض الحساسية والنوعية.